# Never Can Say Goodbye
Singles de The Jackson Five
Mama's Pearl
(1970) Maybe Tomorrow
(1971)
Pistes de Maybe Tomorrow
She's Good
(2) The Wall
(4)
Never Can Say Goodbye est une chanson américaine des Jackson Five écrite et composée par Clifton Davis et sortie en 1971. Elle se classe no 2 au Billboard Hot 100 et no 1 aux Hot R&B/Hip-Hop Songs. 
Reprise par de nombreux artistes (Ray Conniff, Johnny Mathis, Isaac Hayes, Herbie Mann, Andy Williams, Peter Nero, Rahsaan Roland Kirk ou encore James Brown), Never Can Say Goodbye devient un standard. Une version de Gloria Gaynor de 1974 se classe no 9 au Billboard Hot 100 et celle des Communards de 1987 no 2 aux Hot Dance Club Songs.

## Versions
Singles de Gloria Gaynor
Honey Bee
(1974) Reach Out, I'll Be There
(1975)
Singles de The Communards
Tomorrow
(1986) For a Friend (en)
(1987)
Enregistrée en anglais (sauf mentions contraires) par :
- The Jackson Five
- The Communards
- Gloria Gaynor
- The Supremes
- Gerald Albright avec Will Downing (instrumental)
- Bob Baldwin (en) (instrumental)
- James Brown
- The Sandpipers
- Ray Conniff
- Sheena Easton
- Isaac Hayes
- Marcia Hines
- Rahsaan Roland Kirk (instrumental)
- Petra Magoni avec Ferruccio Spinetti
- Herbie Mann
- Johnny Mathis
- Günther Neefs
- Peter Nero
- Lee Ritenour et Dave Grusin (instrumental)
- Livingston Taylor
- The Temptations
- Andy Williams
- Vanessa Lynn Williams avec George Benson
- Reuben Wilson (instrumental)
- Little Beaver[2] (instrumental)[3]

## Au cinéma
Sauf indication contraire ou complémentaire, les informations mentionnées dans cette section proviennent du générique de fin de l'œuvre audiovisuelle présentée ici.
- 2015 : Entre amis d'Olivier Baroux - bande originale
- 2023 : Les Cyclades de Marc Fitoussi, la version de Gloria Gaynor est entendu dans la scène finale.